# Хьюз, Маттиас
Маттиас Хьюз (нем. Matthias Hues; 14 февраля 1959) — немецкий актёр, играющий злодеев в боевиках, преимущественно в картинах о боевых искусствах. Наиболее известен ролями в таких фильмах, как Ангел тьмы, Бой до смерти, Кастет, Чёрный пояс и Максимальный удар.
До карьеры актёра занимался фитнес-центром, в котором работали тренеры из Америки. Увлёкшись американской культурой и идеей стать актёром, продал бизнес и перебрался в Лос-Анджелес. Благодаря экс-каскадёру Дереку Бартону смог экстренно заменить Жана-Клода Ван Дамма в боевике «Не отступать и не сдаваться 2: Штормовое предупреждение», получив таким образом свою первую роль.
В 2018 году выпустил автобиографию «В Голливуде без рубашки».
Рост актёра — 196 см.

## Фильмография
- 2024 — Затерянные в Рио Браво
- 2022 — Нападение на Рио Браво
- 2018 — Кукловод: Самый маленький рейх / Puppet Master: The Littlest Reich
- 2017 — Окончательный приговор / Ultimate Justice
- 2017 — Максимальный удар / Maximum Impact; Россия-США — Ян
- 2016 — Разборка в Маниле / Showdown in Manila — Дорн
- 2014 — Чёрная роза / Hollywood Storm; Россия-США — Олег
- 2007 — Война динозавров / D-War; Южная Корея — охотник
- 2003 — За гранью времен / Beyond the Limits; Германия — большой белый рыцарь (нет в титрах)
- 2003 — Боевая бригада / The Librarians; США — Циро
- 2001 — Легион живых мертвецов / Legion of the Dead; Германия — Тогайо
- 2001 — Бесшумная команда / The Silent Force; США (нет в титрах)
- 2000 — Гвардейцы короля / The King’s Guard; США — Ангус
- 1998 — Защитник / The Protector; США — Гантхер
- 1997 — Цель № 1 / Executive Target; США — Вик
- 1997 — Конан / Conan; Германия, США — Саванн
- 1996 — Один в лесу / Alone in the Woods; США — Курт
- 1996 — Зона безопасности / Safety Zone — Маркос
- 1996 — Звёздный склеп / Starcrypt — Галлеон
- 1995 — Цифровой человек / Digital Man; США — Цифровой человек
- 1995 — Сердце тигра / Tiger heart: США — Хенк
- 1995 — Месть киборга / Сyborg revange; США — Тор
- 1995 — Киберзона / Droid Gunner; США — Хоукс
- 1995 — Кастет / Fists of Iron; США — Виктор Брэгг
- 1994 — Контракт / Finding Interest; США — Хитмэн
- 1994 — Бой до смерти / Death Match; США — Марк Вэник
- 1993 — Эпоха вероломства / Age of Treason; США — Юстус
- 1993 — Полицейский двухтысячного года / TC 2000; США — Бигалоу
- 1993 — Вольный охотник / Bounty Tracker; США — Эрик Гаусс
- 1992 — Чёрный пояс / Blackbelt; США — Джон Свит
- 1992 — Хорошенький мужчина / I Don’t Buy Kisses Anymore; США — Эрик, тренер
- 1992 — Собачье дело / Tequila and Bonetti; США — Эрни
- 1992 — Миссия правосудия / Mission of Justice; США — Титус Ларкин
- 1992 — Когти орла / Talons of the Eagle; Канада — Хан
- 1991 — Кикбоксер 2: Дорога назад / Kickboxer 2: The Road Back; США — Нейл Варгас
- 1991 — Звёздный путь 6: Неоткрытая страна / Star Trek VI: The Undiscovered Country; США — генерал клингонов
- 1991 — Дипломатическая неприкосновенность / Diplomatic Immunity; США — Герхардт
- 1990 — Ангел тьмы / Dark Angel; США — Талек, плохой пришелец
- 1990 — Последствия / Aftershock; США — Кэссиди
- 1989 — Король кулачного боя / Fist Fighter; США — Рино
- 1989 — Клетка / Cage; США — итальянский боец
- 1988 — Коротышка — большая шишка / Big Top Pee-wee; США — Оскар
- 1987 — Не отступать и не сдаваться 2: Штормовое предупреждение / No Retreat, No Surrender 2: Raging Thunder (Гонконг, США) — русский полковник Юрий